# Ошлага (архіпелаг)
Ошлага́ (фр. Archipel d'Hochelaga) — архіпелаг, що налічує 234 острови, розташований в південно-західному районі провінції Квебек, Канада, у місці, де річка Оттава  впадає в річку Святого Лаврентія.
Місто Монреаль розташоване на найбільшому острові архіпелагу — острові Монреаль — і на 74 інших маленьких островах.
Місто Лаваль розташоване на другому за величиною острові архіпелагу — Ісус, а також на островах Лаваль і декількох інших.
Архіпелаг названий ім'ям колишнього села ірокезів, розташованого на острові Монреаль.
| Канада | Це незавершена стаття з географії Канади. Ви можете допомогти проєкту, виправивши або дописавши її. |